# Francisco Valdés
Francisco Segundo Valdés Muñoz (ur. 19 marca 1943 w Santiago, zm. 10 sierpnia 2009 w Santiago) – chilijski piłkarz i trener grający podczas kariery na pozycji ofensywnego pomocnika.

## Kariera klubowa
Karierę piłkarską Francisco Valdés rozpoczął w klubie CSD Colo-Colo w 1961. Z Colo-Colo zdobył mistrzostwo Chile w 1963. W 1970 przeszedł do Uniónu Española, by w następnym sezonie trafić do Deportes Antofagasta. W latach 1972–1975 ponownie występował w Colo-Colo. Z Colo-Colo zdobył mistrzostwo Chile w 1972 oraz Puchar Chile w 1974. W latach 1976–1978 kolejne występował w Santiago Wanderers, Cobreloa(awans do Primera Divisioń w 1977) i po raz trzeci w Colo-Colo.
Ostatnie 5 lat spędził w Deportes Arica, gdzie zakończył karierę w 1983. Z Aricą awansował do Primera División w 1981. Ogółem w latach 1961-1983 Valdés rozegrał w chilijskiej ekstraklasie 478 spotkań, w których zdobył 215 bramek, dzięki czemu jest najlepszym strzelcem ligi chilijskiej w jej historii.
| Sezon | Klub                 | Kraj  | Rozgrywki        | Mecze | Bramki |
| ----- | -------------------- | ----- | ---------------- | ----- | ------ |
| 1961  | CSD Colo-Colo        | Chile | Primera División | 22    | 20     |
| 1962  | CSD Colo-Colo        | Chile | Primera División | 26    | 24     |
| 1963  | CSD Colo-Colo        | Chile | Primera División | 30    | 22     |
| 1964  | CSD Colo-Colo        | Chile | Primera División | 22    | 11     |
| 1965  | CSD Colo-Colo        | Chile | Primera División | 24    | 9      |
| 1966  | CSD Colo-Colo        | Chile | Primera División | 19    | 12     |
| 1967  | CSD Colo-Colo        | Chile | Primera División | 26    | 10     |
| 1968  | CSD Colo-Colo        | Chile | Primera División | 26    | 17     |
| 1969  | CSD Colo-Colo        | Chile | Primera División | 25    | 10     |
| 1970  | Unión Española       | Chile | Primera División | 35    | 10     |
| 1971  | Deportes Antofagasta | Chile | Primera División | 30    | 10     |
| 1972  | CSD Colo-Colo        | Chile | Primera División | 30    | 22     |
| 1973  | CSD Colo-Colo        | Chile | Primera División | 31    | 13     |
| 1974  | CSD Colo-Colo        | Chile | Primera División | 26    | 4      |
| 1975  | CSD Colo-Colo        | Chile | Primera División | 24    | 2      |
| 1976  | Santiago Wanderers   | Chile | Primera División | 26    | 11     |
| 1977  | Cobreloa             | Chile | Primera B        | 37    | 3      |
| 1978  | CSD Colo-Colo        | Chile | Primera División | 24    | 2      |
| 1979  | Deportes Arica       | Chile | Primera B        | ?     | ?      |
| 1980  | Deportes Arica       | Chile | Primera B        | ?     | ?      |
| 1981  | Deportes Arica       | Chile | Primera B        | ?     | ?      |
| 1982  | Deportes Arica       | Chile | Primera División | 24    | 4      |
| 1983  | Deportes Arica       | Chile | Primera División | 9     | 0      |

## Kariera reprezentacyjna
W reprezentacji Chile Valdés zadebiutował 7 listopada 1962 w zremisowanym 1-1 towarzyskim spotkaniu z Argentyną.
W 1966 roku został powołany przez selekcjonera Luisa Álamosa do kadry na Mistrzostwa Świata w Anglii. Na Mundialu Valdés był rezerwowym i nie wystąpił w żadnym meczu. W 1974 roku został po raz drugi powołany przez selekcjonera Luisa Álamosa do kadry na Mistrzostwa Świata w RFN. Na Mundialu Valdés wystąpił we wszystkich trzech meczach z RFN, NRD i Australią. W 1975 wziął udział w Copa América. W tym turnieju Valdés wystąpił w meczu z Peru, który był jego ostatnim meczem w reprezentacji. 
Od 1962 do 1975 roku rozegrał w kadrze narodowej 52 spotkań, w których zdobył 9 bramek.

## Kariera trenerska
Po zakończeniu kariery piłkarskiej Valdés został trenerem. Prowadził m.in. San Luis Quillota, Lota Schwager, Deportes Puerto Montt czy Deportes Magallanes.